# Ягідне (Чернігівський район)
Я́гідне — село в Україні, в Іванівській сільській громаді Чернігівського району Чернігівської області. Населення становить 399 осіб. До 2016 року орган місцевого самоврядування — Іванівська сільська рада.
На початку повномасштабного російського вторгнення протягом березня 2022 року було окуповано російськими військами.

## Географія
Село Ягідне розташоване за 140 км на північ від Києва, неподалік державного кордону України з Білоруссю. Повз село пролягає автоошлях міжнародного значення М01E95.

## Історія
Село засноване весною 1953 року на землях Іванівського держплодорозсадника «Авангард» (створений восени 1949 року на базі підсобного господарства військової частини), коли сюди було переведено 27 сімей зі Старогутської сільської ради Остерського району (із зони будівництва військового полігону).
Сучасна назва надана поселенню постановою облвиконкому у 1968 році.
У 1954 році в селі було створено радгосп «Чернігівський», у 1991 році — дослідне господарство «Чернігівське».
1962 року збудовано дитячий садок (наразі приміщення у занедбаному стані), а 1969 року — збудовано Будинок культури.
1995 року збудовано школу, ФАП, спортзал. Частина приміщення школи використовується під дитячий садок. Будівля спортзалу знаходиться в занедбаному стані.
12 червня 2020 року, відповідно до розпорядження Кабінету Міністрів України № 730-р «Про визначення адміністративних центрів та затвердження територій територіальних громад Чернігівської області», село увійшло до складу Іванівської сільської громади.
17 липня 2020 року, у результаті адміністративно-територіальної реформи та ліквідації колишнього Чернігівського району, село увійшло до складу новоутвореного Чернігівського району Чернігівської області.

### Російсько-українська війна (з 2022)
Близько місяця село перебувало під тимчасовою російською окупацією.
Під час російського вторгнення село було захоплене російськими загарбниками. Коли російські окупанти увійшли до села, вони забрали чоловіків, жінок та дітей із будинків, погрожуючи їм зброєю, та відвели до підвалу місцевої школи, де протримали чотири тижні. Упродовж 28 днів, з 3 березня по 31 березня 2022 року 350 мешканці села перебували у підвалі, площею 197 м², під час перебування в якому померло 10 осіб. Ще 17 були вбиті загарбниками. Місцеві були замкнуті в підвалі, в якому відсутня каналізація, освітлення і вентиляція посеред антисанітарії, без води та їжі. Таким чином росіяни використовували людей, як живий щит, оскільки в приміщенні школи знаходився військовий штаб і госпіталь окупантів, там жила велика кількість солдатів, навколо школи розміщено велику кількість техніки окупантів. Перед тим, як загнати жителів до шкільного підвалу, їх виганяли з укриттів, частину чоловіків змушували роздягатись на морозі. Шукали патріотичні татуювання чи військову білизну. В усіх жителів відібрали телефони з погрозами розстрілу. 77 бранців — діти, наймолодшому 1,5 місяця. Люди записували загиблих та вели календар прямо на стінах підвалу. Тіла росіяни дозволяли поховати лише, коли їх було більше п'яти.
23 листопада 2023 року журналісти «Суспільного» опублікували фільм-розслідування про те, як вдалося встановити російського офіцера, за наказом якого в підвалі тримали 366 мешканців. Виявилося, що це Семен Соловов із позивним «Кльон». Місцеві жителі впізнали його на відеозаписі концерту російської співачки Юлії Чичеріної.
В ході бойових дій було поранено хлопця 14 років, російські військові вивезли його в бік білоруського кордону військовою машиною, а звідти гелікоптером до Гомеля, де його лікували білоруські медики, додому він повернувся через Польщу лише через два місяці після того, як його вивезли[джерело?].
В ході бойових дій було знищено доволі рідкісну російську військову машину супутникового зв'язку Р-439-МД2.
30 березня 2022 року село було звільнене від російських окупантів.
19 квітня 2022 року село розміноване силами ЗСУ.
30 травня 2022 року в ОГПУ повідомили, що встановлено особу військовослужбовця армії РФ, який разом з іншими окупантами, утримував цивільних в підвалі місцевої школи. Йому заочно повідомлено про підозру у порушенні законів та звичаїв війни, поєднаному з умисним вбивством (ч. 2 ст. 438 КК України).
8 червня 2022 року ОГПУ повідомив, що зібрано докази причетності до злочинів російських військових (55-та окрема мотострілецька бригада):
- Сиин-оол Суван — командир відділення 1-го мінометного взводу мінометної батареї ВЧ 55115 РФ.
- Айгарим Монгуш — рядовий 3-го мінометного взводу 2-ї мінометної батареї ВЧ 55115 РФ.
- Назити Монгуш — сержант 2-го мінометного взводу 2-ї мінометної батареї ВЧ 55115 РФ.
- Ересу Ооржак — єфрейтор 3-го мінометного взводу 2-ї мінометної батареї ВЧ 55115 РФ.
- Аріан Хертек — рядовий 2-го мінометного взводу 2-ї мінометної батареї ВЧ 55115 РФ.
- Саян Хомушко — рядовий 2-го мінометного взводу 2-ї мінометної батареї ВЧ 55115 РФ.
- Іван Ооржак — військовослужбовець 3-го мінометного взводу мінометної батареї 2-ї механізованої бригади військової частини 55115 РФ.
- Чаян Чинан — військовослужбовець 2-го мінометного взводу мінометної батареї 2-ї механізованої бригади військової частини 55115 РФ.
- Кежік-оол Шактар-оол — військовослужбовець 1-го мінометного взводу мінометної батареї 2-ї механізованої бригади військової частини 55115 РФ.

В ході бойових дій без житла залишились 16 сімей. Усі інші будинки були пошкоджені.
Видання «Time» вмістило на обкладинці свого номера, головною темою якого є російсько-українська війна, документальну світлину Ольги Міняйло з підвалу школи в Ягідному та опублікував розповідь зі спогадами очевидців про події лютого-березня 2022 року в цьому селі.
8 травня 2024 року, з нагоди Дня пам'яті та перемоги над нацизмом у Другій світовій війні, Президент України Володимир Зеленський записав відеозвернення у підвалі села Ягідне, де російські окупанти майже місяць тримали 350 місцевих мешканців. Володимир Зеленський зазначив, що «село Ягідне — лише один приклад того, що РФ хоче зробити з Україною та цілим світом. Залишилося тільки застрелитися в бункері: як путін наполегливо йде слідами лідера нацистської Німеччини».

## Населення

### Мова
Розподіл населення за рідною мовою за даними перепису 2001 року:
| Мова       | Кількість | Відсоток |
| ---------- | --------- | -------- |
| українська | 376       | 94.24 %  |
| російська  | 22        | 5.51 %   |
| білоруська | 1         | 0.25 %   |
| Усього     | 399       | 100 %    |

## Галерея

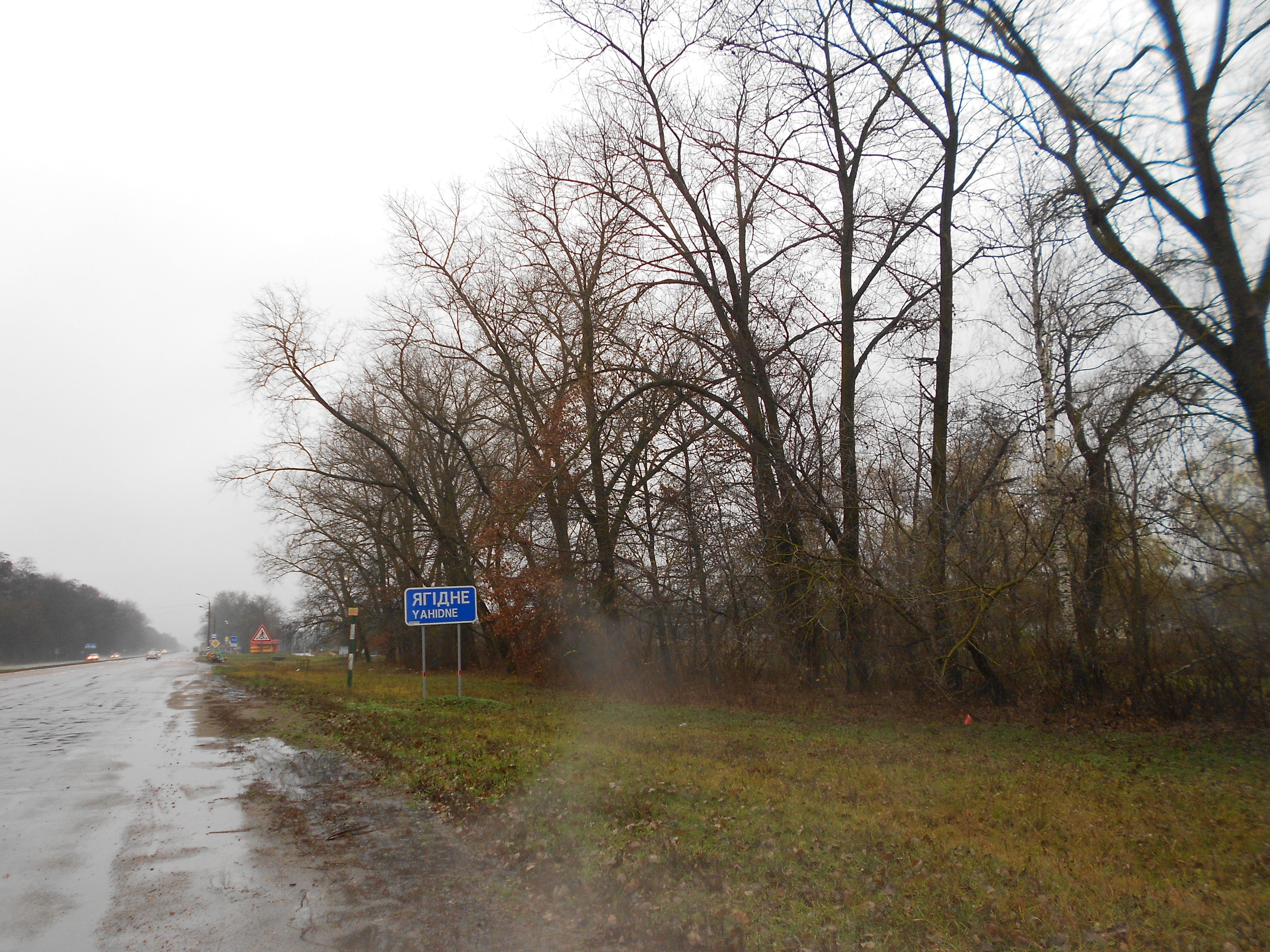
Покажчик з назвою села
- Колодязь
- Торгівля на автошляху Київ — Чернігів
- Кафе
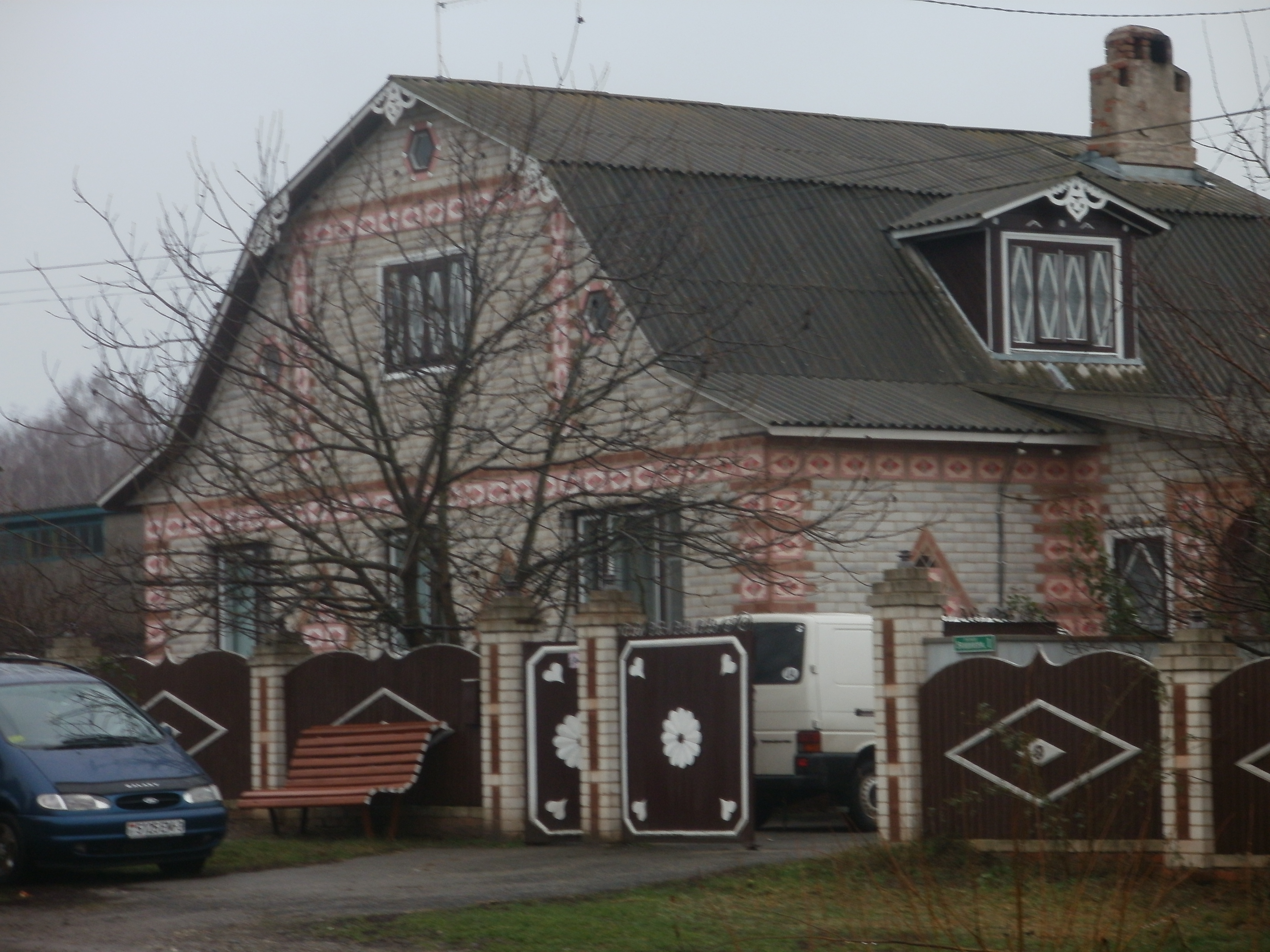
Типовий будинок
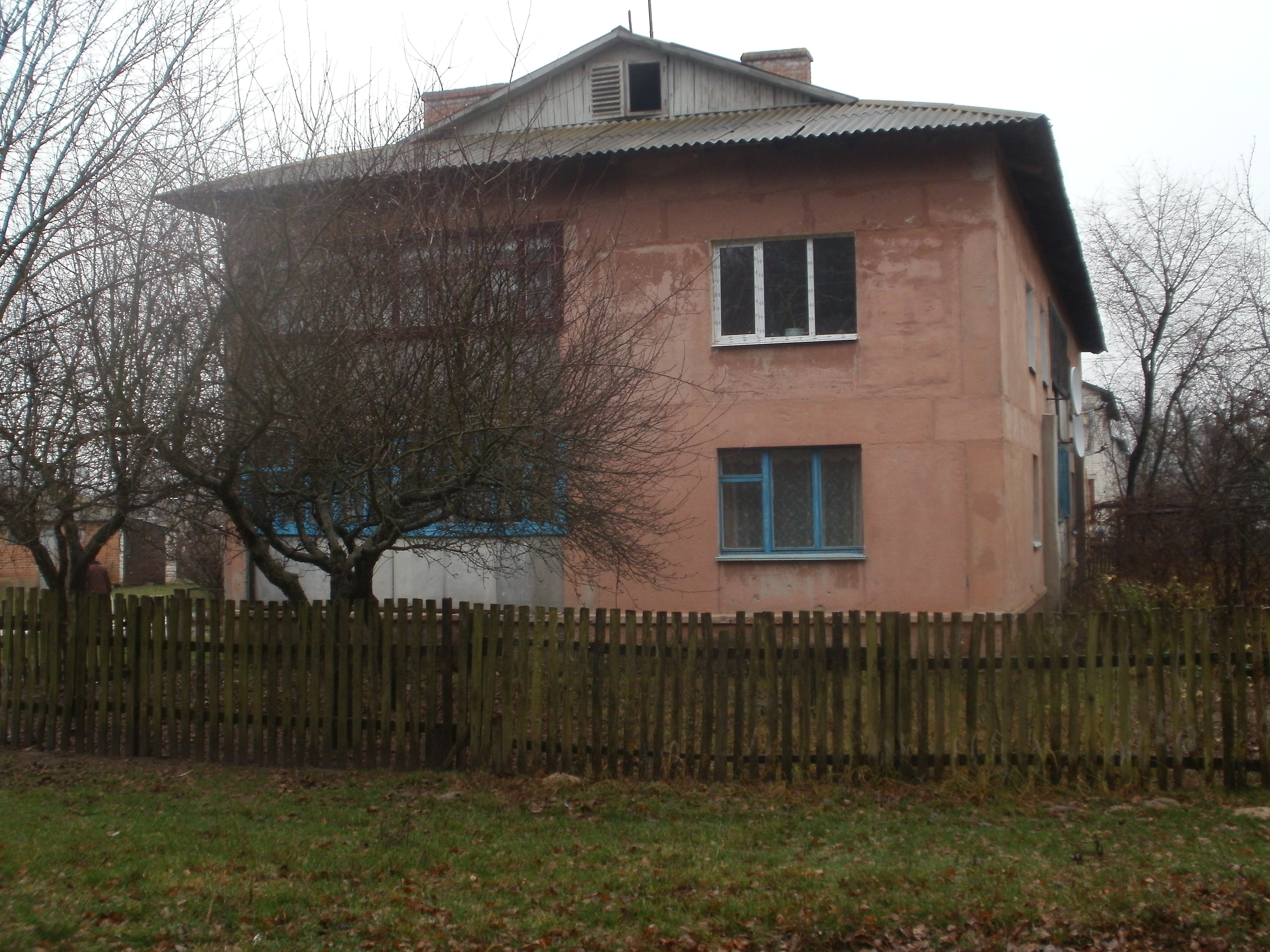
Двохповерховий житловий будинок
- Школа та дитячий садок
- Крамниця сувенірів
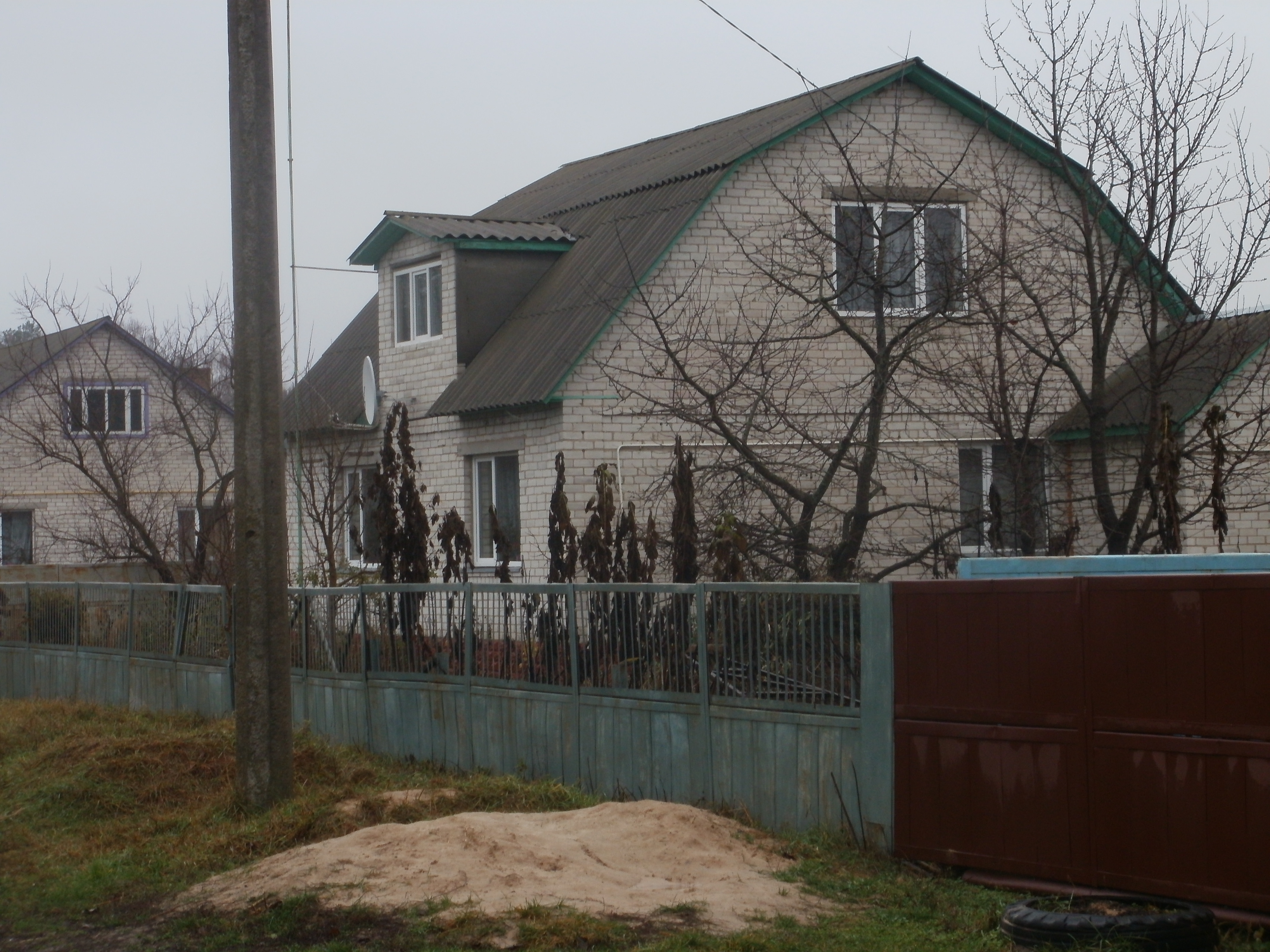
Типовий будинок